# 도요오카촌 (군마현)
도요오카촌(일본어: 豊岡村)은 일본 군마현 우스이군에 설치되었던 촌이다. 현재의 다카사키시에 해당한다.

## 참고 문헌
- 角川日本地名大辞典編纂委員会, 『角川日本地名大辞典 10 群馬県』1988, 角川書店